# Gallicolumba
Gallicolumba es un género de aves columbiformes de la familia Columbidae que incluye especies de palomas tropicales autóctonas de Filipinas y otras islas del archipiélago malayo.

## Especies
Actualmente el género Gallicolumba incluye 7 especies:
- Gallicolumba luzonica - paloma apuñalada de Luzón;
- Gallicolumba crinigera - paloma apuñalada de Mindanao;
- Gallicolumba platenae - paloma apuñalada de Mindoro;
- Gallicolumba keayi - paloma apuñalada de Negros;
- Gallicolumba menagei - paloma apuñalada de Tawitawi;
- Gallicolumba rufigula - paloma perdiz pechidorada;
- Gallicolumba tristigmata - paloma perdiz de Célebes.

Anteriormente se clasificaban en este género otras 12 palomas perdiz que ahora se clasifican en el género Alopecoenas.